# آرام وارداپتیان
آرام نیکیتایی وارداپتیان (ارمنی: Արամ Նիկիտայի Վարդապետյան؛ انگلیسی: Aram Vardapetyan؛ زادهٔ ۱۸۸۷ - درگذشته ۱۹۵۶) یک سیاستمدار اهل ارمنستان است که از تاریخ ۱۹ دسامبر ۱۹۳۳ تا تاریخ ۱۱ ژوئن ۱۹۳۴ سمت وزیر دارایی ارمنستان شوروی را برعهده داشت.

## زندگی‌نامه
در ۱۸۸۷ به دنیا آمد و از دانشگاه ملی تاراس شفچنکو کی‌یف فارغ‌التحصیل شد.  وی در ۱۹۵۶ در سن ۶۹ سالگی درگذشت.